# TLC (hudební skupina)
TLC je americká dívčí skupina založená v roce 1990 v Atlantě. Tvoří ji Tionne „T-Boz“ Watkins a Rozonda „Chilli“ Thomas. Skupina zaznamenala úspěch v 90. letech 20. století, kdy se devětkrát umístila v první desítce hitparády Billboard Hot 100. Kapela se stala první R&B skupinou v historii, která získala milionovou certifikaci od Asociace nahrávacího průmyslu Japonska (RIAJ).
Za své působení skupina prodala celosvětově více než 65 milionů desek a jsou tak nejprodávanější americkou dívčí skupinou všech dob. VH1 zařadila TLC na 12. místo v žebříčku 100 Greatest Women in Music, časopis Billboard je označil za jedno z nejlepších hudebních trií a také za sedmou nejúspěšnější skupinu 90. let. Mezi ocenění skupiny patří čtyři ceny Grammy, pět cen MTV Video Music Awards a pět cen Soul Train Music Awards.
Po smrti Lisi "Left Eye" Lopesové v roce 2002 se zbývající členky rozhodly pokračovat jako duo. V roce 2022 byla skupina uvedena na chodník slávy černošské hudby a zábavy.

## Členky

#### Současné členky
- Tionne "T-Boz" Watkins (1990–současnost) – hlavní zpěv, tanec, doprovodné vokály
- Rozonda "Chilli" Thomas (1991–současnost) – sekundární hlavní zpěv, tanec, doprovodné vokály

#### Bývalé členky
- Lisa "Left Eye" Lopes (1990–2002, zemřela v roce 2002) – rap, tanec, doprovodné vokály
- Crystal Jones (1990–1991) – sekundární hlavní zpěv, tanec, doprovodné vokály

## Diskografie

### Studiová alba
- Ooooooohhh... On the TLC Tip (1992)
- CrazySexyCool (1994)
- FanMail (1999)
- 3D (2002)
- TLC (2017)

## Turné

#### Hlavní turné
- FanMail Tour (1999–2000)
- 2016 Tour (2016)
- I Love the 90s: The Party Continues Tour (2017)
- CeleBraTion of CrazySexyCool (2021–2022)

#### Společné turné
- The Main Event (2015)
- Whole Lotta Hits Tour (2019) (s Nellym)
- Hot Summer Nights Tour (2023) (se Shaggym)